# Liste der Senatoren der Freien Stadt Frankfurt 1862
Diese Liste enthält die Senatoren der Freien Stadt Frankfurt im Jahr 1862.

## Senatoren
| Name                                                    | Geburtsdatum     | Anmerkung              |
| ------------------------------------------------------- | ---------------- | ---------------------- |
| Johann Georg Neuburg                                    | 15. Oktober 1795 | Älterer Bürgermeister  |
| Carl Constanz Victor Fellner                            | 24. Juli 1807    | Jüngerer Bürgermeister |
| Friedrich Carl Hector von Günderrode genannt von Keller | 25. April 1786   |                        |
| Carl Heinrich Georg von Heyden                          | 20. Januar 1793  |                        |
| Samuel Gottlieb Müller                                  | 20. Januar 1802  |                        |
| Philipp Friedrich Gwinner                               | 11. Januar 1796  |                        |
| Carl Franz von Schweitzer                               | 13. Oktober 1800 |                        |
| Johann Leonhard Reuß                                    | 15. März 1798    |                        |
| Johann Jacob Conrad Kloß                                | 1. November 1799 |                        |
| Georg Christoph Friedrich Siebert                       | 18. Mai 1804     |                        |
| Anton Heinrich Emil von Oven                            | 1. April 1817    |                        |
| Dr. Johannes August Speltz                              | 18. Mai 1823     |                        |
| Joseph Anton Wolfgang Forsboom                          | 3. August 1817   |                        |
| Franz Jacob Alfred Bernus                               | 14. Oktober 1808 |                        |
| Johannes Fässy                                          | 5. April 1781    |                        |
| Johann Eduard Schmidt                                   | 10. Mai 1791     |                        |
| Georg Finger                                            | 19. Juli 1787    |                        |
| Philipp Jacob Kalb                                      | 25. Juni 1805    |                        |
| Johann Friedrich Mack                                   | 6. April 1819    |                        |

## Aus dem Senat in die Gerichte gewechselt
| Name                    | Geburtsdatum  | Anmerkung |
| ----------------------- | ------------- | --------- |
| Maximilian Körner       | 13. März 1805 |           |
| Peter Joseph Aloys Eder | 2. Mai 1792   |           |
| Gustav Edmund Nestle    | 30. Mai 1806  |           |